# Petr Benčík
Petr Benčík (nascido em 29 de janeiro de 1976) é um ex-ciclista de estrada profissional tcheco que representou a sua nação nos Jogos Olímpicos de 2008 em Pequim, China.